# Fritz Hinterndorfer
Fritz Hinterndorfer (* 22. Juli 1898 in Obersdorf, Mitterndorf; † 8. März 1962 in Krems-Stein) war ein österreichischer Angestellter und Politiker (ÖVP). Hinterndorfer war Mitglied des Bundesrates und von 1945 bis 1956 Abgeordneter zum österreichischen Nationalrat.

## Leben
Hinterndorfer besuchte die Volksschule und wechselte danach an das Staatsgymnasium in Krems an der Donau. Zwischen 1919 und 1938 arbeitete Hinterndorfer als Bahnbeamter bzw. Vorstand der Österreichischen Bundesbahnen und war danach ab 1939 in der Versicherungsbranche tätig. Hinterndorfer stieg in der Folge zum Gebietsleiter der Versicherungsanstalt der österreichischen Bundesländer auf. Hinterndorfer engagierte sich vor dem Zweiten Weltkrieg in der Christlichsozialen Partei und war zwischen 1927 und 1933 Mitglied des Gemeinderates der Stadt Stein an der Donau. Er wurde 1933 zum Bürgermeister gewählt und hatte das Amt bis 1938 inne. Nach der Machtübernahme der Nationalsozialisten wurde Hinterndorfer 1938 und 1939 mehrfach in Schutzhaft genommen. Nach dem Zweiten Weltkrieg war Hinterndorfer 1945 Bezirksobmann der ÖVP Krems und zwischen dem 19. Dezember 1945 und dem 18. März 1953 Abgeordneter zum Nationalrat. Danach hatte Hinterndorfer vom 2. Mai 1953 bis zum 8. Juni 1956 erneut ein Nationalratsmandat inne. Hinterndorfer war zudem zwischen dem 27. April 1934 und dem 2. Mai 1934 Mitglied des Bundesrates gewesen.

## Auszeichnungen
- 1956: Großes Ehrenzeichen für Verdienste um die Republik Österreich[2]